# Josh Radnor
Joshua Thomas Radnor (Columbus, Ohio, 1974. július 29. –) amerikai színész, filmrendező, forgatókönyvíró, filmproducer és zenész.
Leginkább az Így jártam anyátokkal című szituációs komédiából ismert, melyben 2005 és 2014 között alakította a főszereplő Ted Mosbyt. 2010-ben debütált rendezőként és forgatókönyvíróként Jóvoltköszönömkérekmég című vígjáték-drámájával, elnyerve a Sundance Filmfesztivál közönségdíját. 2012-ben jelent meg második filmje, az Így jártam én. 2023–2023 között a Vadászok drámasorozat főszereplője volt.

## Fiatalkora
Az Ohio-beli Columbusban született Alan Radnor, ügyvéd, és Carol Radnor gyermekeként. A Bexley High School (gimnázium) után a Kenyon College (főiskola) diákja volt. Az iskolai színkörtől megkapta Paul Newman-díjat, és B.A. diplomát szerzett drámából. Később mesterfokon diplomázott színészetből a New York University-n.

## Pályafutása
A 2000-es évek elején epizódszerepei voltak a Welcome to New York és az Esküdt ellenségek című sorozatban. A mozivásznon a Már megint egy dilis amcsi film (2001) című vígjátékban tűnt fel egy kisebb szerepben. 2002-ben a The Court című tárgyalótermi drámasorozatban szerepelt három rész erejéig. A Vészhelyzet, a Sírhant művek és az Amynek ítélve sorozatokban is kapott epizódszerepeket.
Legemlékezetesebb szerepe a 2005 és 2014 között futó Így jártam anyátokkal című szituációs komédiában Ted Mosby megformálása volt.
A Broadwayen is szerepelt, többek között a Diploma előtt színpadi változatában. A Broadwayen kívül fellépett a Vineyard Theater, a Manhattan Theater Club és a Blue Light Theater Company falai közt.

## Filmográfia

### Film
| Év   | Magyar cím                      | Eredeti cím                           | Szerep              | Magyar hang           |
| ---- | ------------------------------- | ------------------------------------- | ------------------- | --------------------- |
| 2001 | Már megint egy dilis amcsi film | Not Another Teen Movie                | idegenvezető        | Welker Gábor          |
| 2008 |                                 | The Negotiating Table (rövidfilm)     | WGA közvetítő       |                       |
| 2010 | Jóvoltköszönömkérekmég          | Happythankyoumoreplease               | Sam Wexler          | Fenyő Iván            |
| 2012 | Így jártam én                   | Liberal Arts                          | Jesse               | Fesztbaum Béla        |
| 2013 | Délután is jó!                  | Afternoon Delight                     | Jeff Boyardee       | Gubányi György István |
| 2013 |                                 | The Galapagos Affair (dokumentumfilm) | John Garth (hangja) |                       |
| 2016 |                                 | The Seeker                            | apa                 |                       |
| 2018 | Káoszbrigád                     | Social Animals                        | Paul                | Dévai Balázs          |
| 2023 |                                 | Three Birthdays                       | Rob                 |                       |
| 2024 |                                 | All Happy Families                    | Graham Landry       |                       |

### Televízió

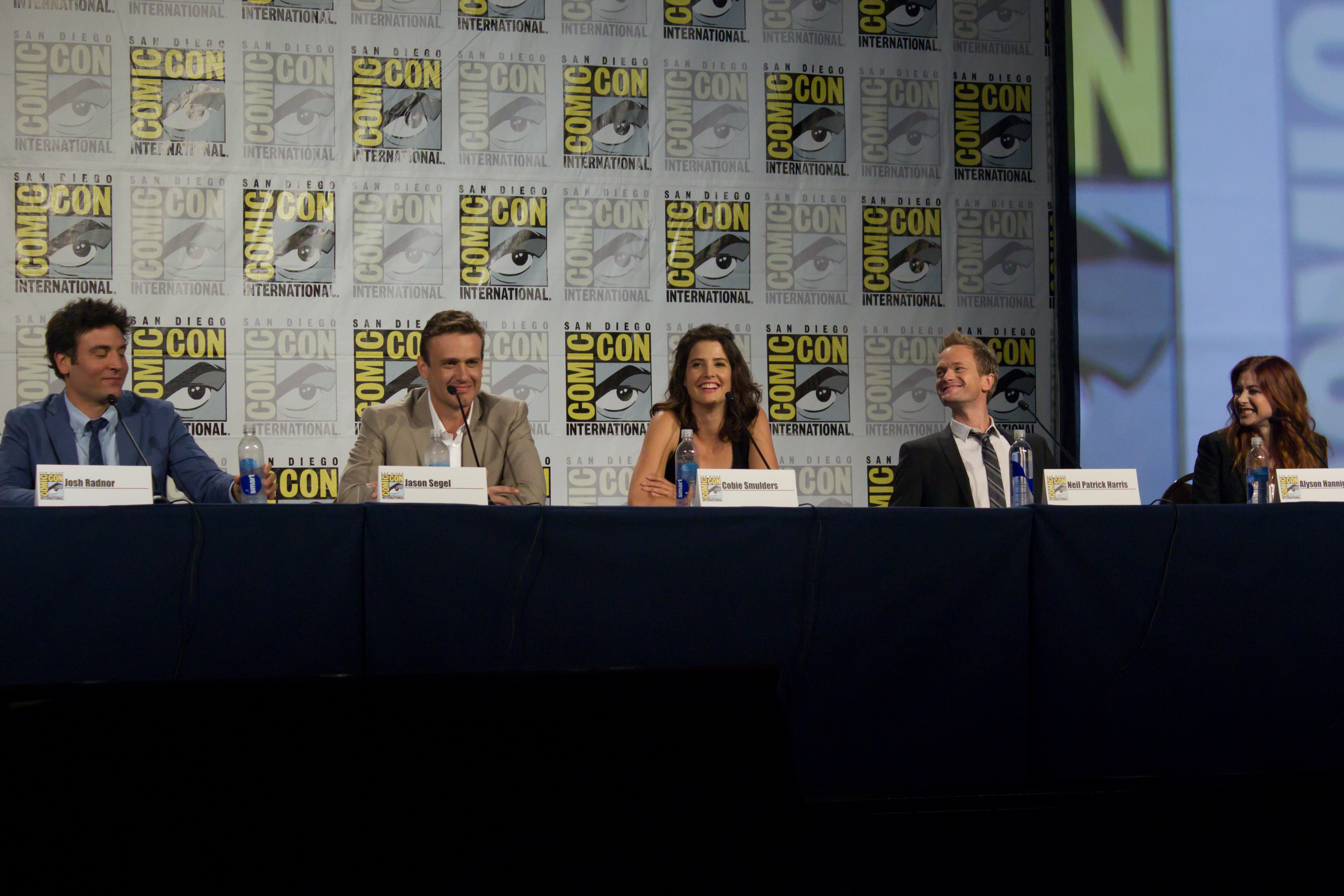
Radnor, Jason Segel, Cobie Smulders, Neil Patrick Harris és Alyson Hannigan, az Így jártam anyátokkal főszereplői 2013-ban

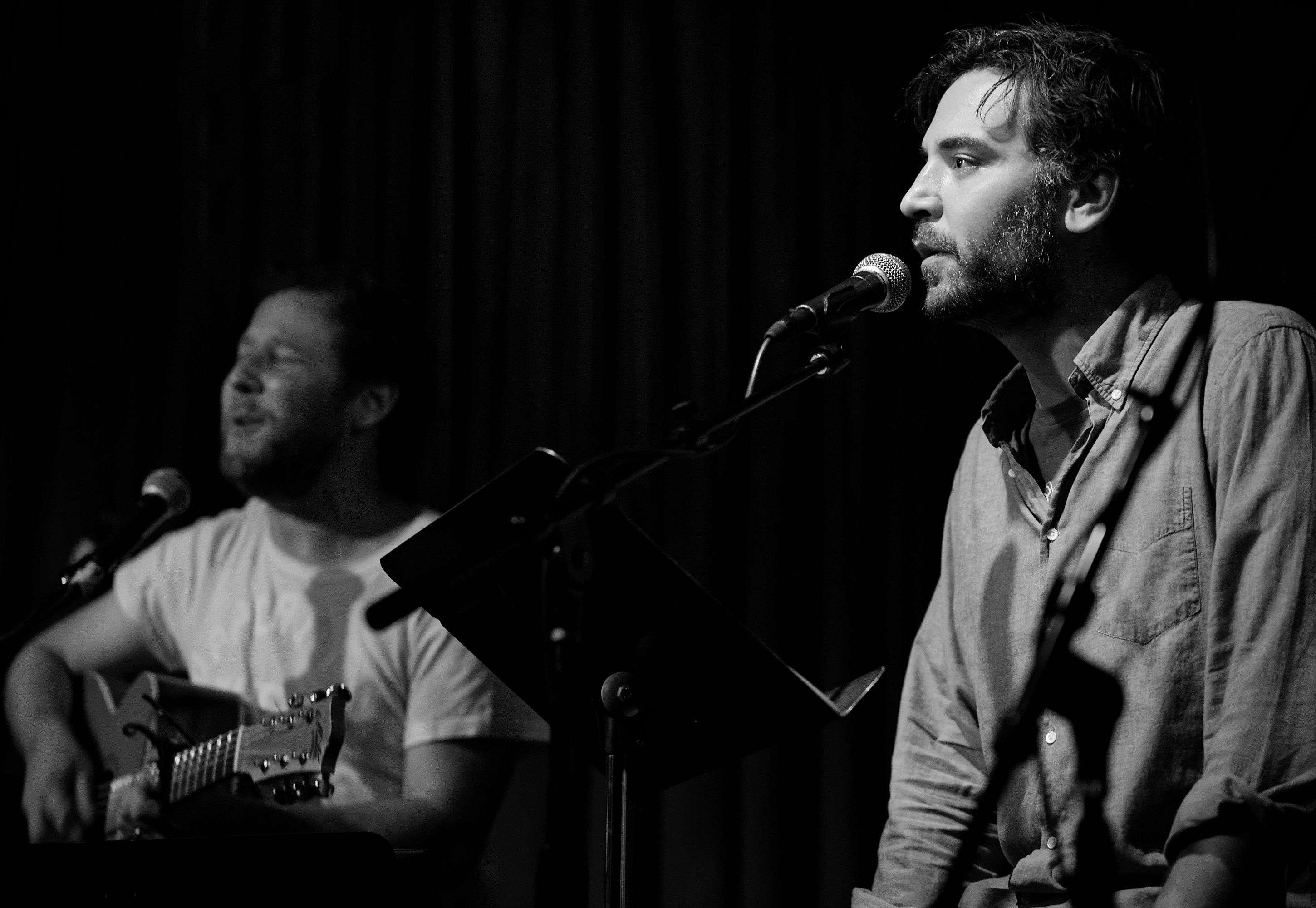
Egy 2016-os fellépésen a Radnor and Lee nevű formáció tagjaként

| Év        | Magyar cím            | Eredeti cím             | Szerep              | Megjegyzések                                               |
| --------- | --------------------- | ----------------------- | ------------------- | ---------------------------------------------------------- |
| 2000      |                       | Welcome to New York     | Doug                | 1 epizód                                                   |
| 2002      | Esküdt ellenségek     | Law & Order             | Robert Kitson       | 1 epizód                                                   |
| 2002      |                       | The Court               | Dylan Hirsch        | 3 epizód                                                   |
| 2003      | Vészhelyzet           | ER                      | Keith               | 1 epizód                                                   |
| 2003      | Sírhant művek         | Six Feet Under          | Will Jaffe          | 1 epizód                                                   |
| 2003      |                       | Miss Match              | Andrew              | 1 epizód                                                   |
| 2004      |                       | Everyday Life           | férj                | tévéfilm                                                   |
| 2005      | Amynek ítélve         | Judging Amy             | Justin Barr         | 1 epizód                                                   |
| 2005–2014 | Így jártam anyátokkal | How I Met Your Mother   | Ted Mosby           | - főszereplő - magyar hangja: - Fesztbaum Béla             |
| 2007–2009 | Family Guy            | Family Guy              | Ted Mosby (hangja)  | 2 epizód                                                   |
| 2016–2017 | Észak és Dél nővérei  | Mercy Street            | Dr. Jedediah Foster | főszereplő (12 epizód)                                     |
| 2018      |                       | Rise                    | Lou Mazzuchelli     | főszereplő (10 epizód)                                     |
| 2018      | A Grace klinika       | Grey's Anatomy          | John                | 1 epizód                                                   |
| 2020–2023 | Vadászok              | Hunters                 | Lonny Flash         | - főszereplő (18 epizód) - magyar hangja: - Fesztbaum Béla |
| 2021      | Kentaurföld           | Centaurworld            | Durpleton (hangja)  | főszereplő (18 epizód)                                     |
| 2022      | Fleishman bajban van  | Fleishman Is in Trouble | Adam                | minisorozat (5 epizód)                                     |

### Színház
| Év        | Cím                     | Szerep                   |
| --------- | ----------------------- | ------------------------ |
| 2002      | Diploma előtt           | Benjamin Braddock        |
| 2004      | The Paris Letter        | Sam Arlen / fiatal Sandy |
| 2011      | She Loves Me            | Georg Nowack             |
| 2014–2015 | Disgraced               | Isaac                    |
| 2016      | The Babylon Line        | Aaron Port               |
| 2018      | Rémségek kicsiny boltja | Seymour Krelborn         |

## Fordítás
- Ez a szócikk részben vagy egészben  a   Josh Radnor című angol Wikipédia-szócikk fordításán alapul.  Az eredeti cikk szerkesztőit annak laptörténete sorolja fel. Ez a jelzés csupán a megfogalmazás eredetét és a szerzői jogokat jelzi, nem szolgál a cikkben szereplő információk forrásmegjelöléseként.